# Lajos Takács
Pour les articles homonymes, voir Takács.
Lajos Takács (21 août 1924 (Maglód) - 4 décembre 2015 ) est un mathématicien hongrois, connu pour ses contributions à la théorie des probabilités et en particulier à la Théorie des files d'attente. Il écrit plus de deux cents articles scientifiques et six livres.

## Biographie
Il étudie à l'Université technique de Budapest (1943-1948), suit des cours avec Charles Jordan et obtient une maîtrise pour sa thèse On a Probability-theoretical Investigation of Brownian Motion (1948). De 1945 à 1948, il est assistant étudiant du professeur Zoltán Bay et participe à sa célèbre expérience de réception des échos micro-ondes de la Lune (1946). En 1957, il obtient le diplôme de docteur académique en mathématiques pour sa thèse intitulée « Processus stochastiques apparaissant dans la théorie des compteurs de particules » (1957).
Il travaille comme mathématicien au Laboratoire de recherche de Tungsram (1948-1955), à l'Institut de recherche en mathématiques de l'Académie hongroise des sciences (1950-1958) et est professeur associé au Département de mathématiques de l'Université Loránd-Eötvös (1953–1958). Il est le premier à introduire des processus semi-markoviens dans la théorie des files d'attente.
Il devient maitre de conférences à l'Imperial College de Londres et à la London School of Economics (1958), avant de passer à l'Université Columbia à New York (1959-1966) et à l'Université Case Western Reserve à Cleveland (1966-1987), encadrant plus de vingt thèses. Il occupe également des postes de visite chez Bell Labs et IBM Research, bénéficie de congés sabbatiques à l'Université Stanford (1966). Il est professeur de statistiques et de probabilités à la Case Western Reserve University de 1966 jusqu'à sa retraite en tant que professeur émérite en 1987.
Takács est marié à Dalma Takács (en), auteur et professeur de littérature anglaise au Notre Dame College of Ohio. Il a deux filles, une artiste réaliste figurative contemporaine, Judy Takács (en) et Susan, une assistante juridique.

## Livres
- Stochastic Processes. Problems and Solutions (Methuen, 1960)
- Introduction to the Theory of Queues, (Oxford University Press, 1962)
- Combinatorial Methods in the Theory of Stochastic Processes, (John Wiley, 1967)